# XXVII dinastia egizia
La XXVII dinastia egizia, anche nota come Prima satrapia d'Egitto, governò l'antico Egitto quando quest'ultimo fu, a tutti gli effetti, una provincia (satrapia) dell'antico Impero persiano achemenide fra il 525 e il 404 a.C. Fu fondata da Cambise II, re di Persia, dopo la sua conquista dell'Egitto e la sua incoronazione come faraone egizio; ebbe termine con la rivolta di Amirteo (404–399 a.C.), forse un discendente della precedente XXVI dinastia, destinato a diventare il fondatore e unico faraone della XXVIII dinastia. Lo storico e sacerdote egizio d'epoca ellenistica Manetone, fautore della suddivisione della storia egizia in "dinastie", descrisse la presente dinastia come "otto re persiani"; di questi, Cambise II (525–522 a.C.), Dario I (521–486 a.C.), Serse I (486–466 a.C.) e Artaserse I (465–424 a.C.) hanno lasciato monumenti recanti i loro cartigli faraonici. Dario II (423–404 a.C.) e Artaserse II (404-358 a.C.) non misero mai piede in Egitto.
La precedente XXVI dinastia, al governo fin dal 664 a.C., aveva reso prospero l'Egitto: ma, in quella che sarebbe potuta diventare una "perla dell'Impero", i rapporti tra gli occupanti e la popolazione indigena rimasero freddi e sospettosi. I primi due faraoni persiani cercarono di stabilire una collaborazione pacifica, cui gli Egizi contrapposero scarso entusiasmo. Comunque, la politica di distensione perseguita da Cambise II e Dario I non fu raccolta né dai loro successori né dai satrapi, che anzi imposero misure odiose (come l'abolizione dello status regale per le "divine spose di Amon") e prelievi forzati dalle rendite dei templi per finanziare le campagne di guerra imperiali. Fu così che i collegi sacerdotali, duramente colpiti dalla nuova dinastia, fomentarono un "nazionalismo egiziano esasperato e insofferente".
Scacciato dalla valle del Nilo nel 404 a.C., l'Impero achemenide riuscì a riappropriarsene nel 343 a.C., per un decennio soltanto (fino alla conquista di Alessandro Magno): fu la XXXI dinastia, detta anche Seconda satrapia d'Egitto.

## Storia

### Cambise II
L'ultimo faraone della XXVI dinastia, Psammetico III (526–525 a.C.), fu sconfitto dal "re dei re" Cambise II di Persia alla battaglia di Pelusio, nella zona orientale del delta del Nilo, nel maggio del 525 a.C.

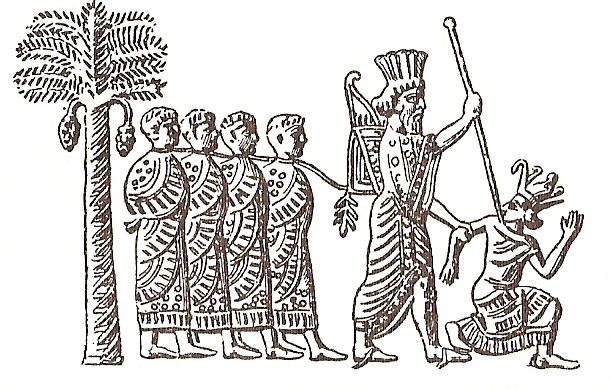
Copia di un sigillo raffigurante re Cambise II che cattura e sottomette il faraone Psammetico III.

Cambise II fu incoronato faraone, con il nome regale di Mesutira, al più tardi nell'estate dello stesso anno, nel Tempio di Neith a Sais, dando così inizio alla prima dominazione persiana dell'Egitto (la manetoniana "XXVII dinastia" appunto); il suo riconoscimento come re dell'Alto e Basso Egitto da parte del collegio sacerdotale dell'importante Tempio di Sais fornì il fondamento teologico e liturgico della regalità faraonica della dinastia achemenide.

#### Morte di Psammetico III
Psammetico III fuggì a Menfi e vi fu catturato; condotto in catene nella capitale achemenide di Susa, vi fu giustiziato per aver ordito trame non meglio note; così Erodoto descrive le peculiari circostanze della morte dell'ultimo faraone della XXVI dinastia (da lui chiamato "Psammenito" anziché Psammetico): 
(Erodoto, Storie III, 15)

#### Amministrazione di Cambise II

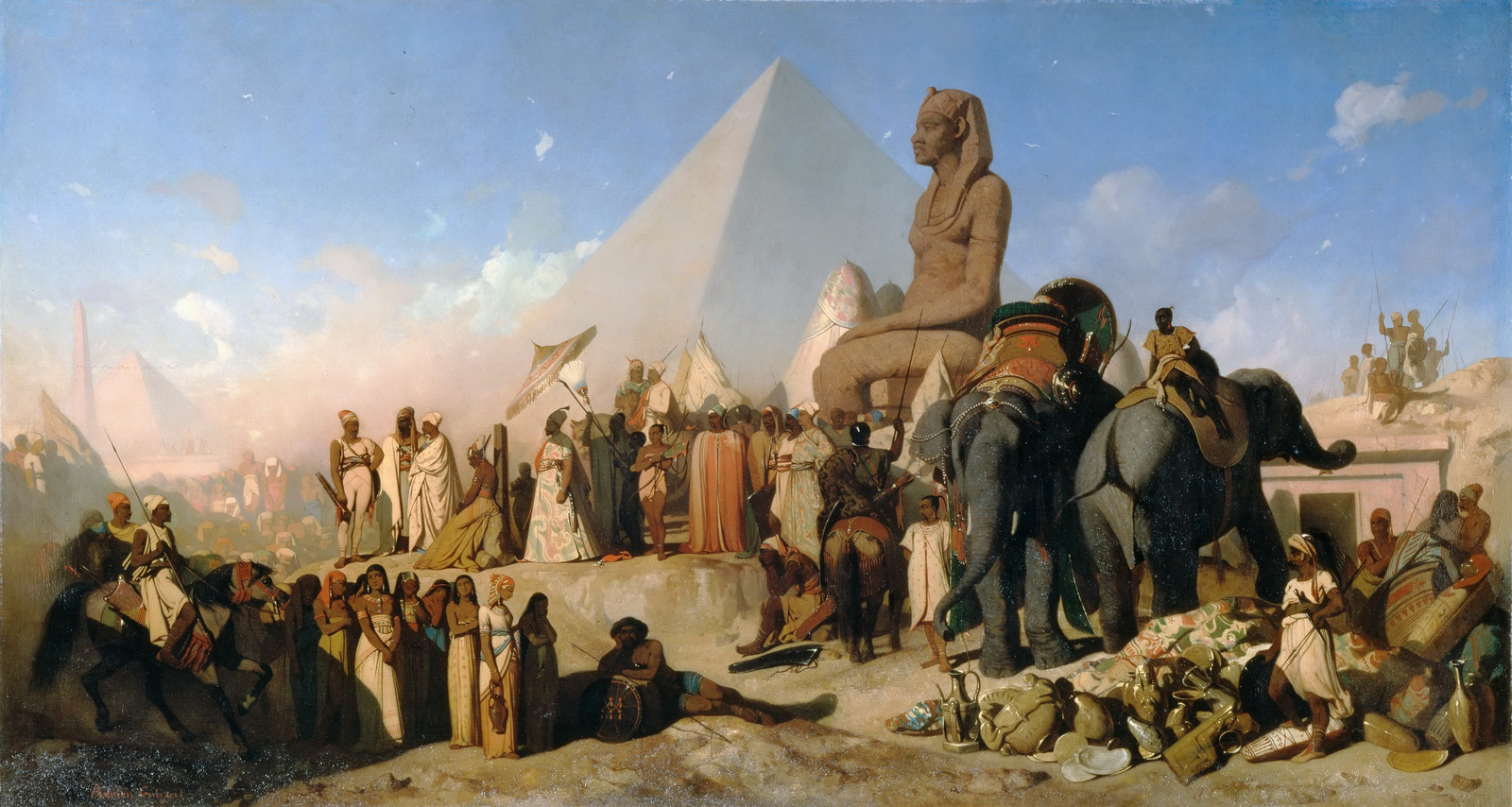
Adrien Guignet, Cambise e Psammetico, 1841, olio su tela, Museo del Louvre, Parigi. L'opera immagina l'incontro tra il faraone Psammetico III, appena sconfitto alla battaglia di Pelusio, e il nuovo signore dell'Egitto, re Cambise II di Persia: è l'inizio della dominazione persiana dell'Egitto e della XXVII dinastia egizia.

Insieme a Cipro e alla Fenicia, l'Egitto andò a costituire la 6º satrapia dell'Impero achemenide, con Ariande come satrapo (governatore provinciale): divenne così, benché ricco di risorse e di una propria storia eccezionale, solo una delle tante province dell'Impero persiano. Il satrapo e il tesoriere regio risiedevano nell'antica capitale Menfi, nel Basso Egitto. Il regno di Cambise come faraone vide la drastica diminuzione dell'afflusso di risorse e degli sgravi fiscali ai templi egizi. Un decreto riportato su papiro in scrittura demotica dispose la limitazione delle risorse a tutti i templi dei Paese, fatta eccezione per Menfi, Eliopoli e Uenkhem (presso Abusir). Dal punto di vista militare, il faraone Cambise II dispose tre azioni audaci e simultanee: l'invasione della Nubia, una spedizione verso le oasi del deserto occidentale e la presa di Cartagine. Tutte e tre si risolsero in clamorosi fallimenti: il progetto nubiano cadde per mancanza di un'adeguata preparazione, l'armata spedita verso le oasi scomparve nel nulla durante una violentissima tempesta di sabbia ("Disastro dell'armata perduta di Cambise"); la conquista di Cartagine non ebbe nemmeno inizio perché fu affidata a marinai fenici che si rifiutarono di attaccare genti del loro stesso sangue (Cartagine era infatti una colonia fenicia già antica di tre secoli). Erodoto narra che tale catena di sciagure avrebbe fatto impazzire Cambise II, che da allora avrebbe commesso atti disdicevoli e feroci quali la distruzione dei templi egizi e la sacrilega uccisione del toro Api, considerato incarnazione di Ptah; è assai verosimile che si tratti di enfatiche esagerazioni dello scrittore greco, anche se un testo ebraico risalente al 407 a.C. afferma che Cambise II avrebbe ordinato "la distruzione di tutti i templi degli Egizi". Nel Serapeo di Saqqara è stato rinvenuto un sarcofago splendido che proprio Cambise II dedicò al toro Api morto durante il suo regno.

Cambise II lasciò l'Egitto all'inizio del 522 a.C., morendo durante il viaggio di ritorno in Persia: gli successe, nominalmente e brevemente, il fratello più giovane Smerdi (detto anche Bardia), anche se gli storici moderni hanno ventilato l'ipotesi che quest'ultimo fosse in realtà l'impostore Gaumata (detto anche Falso Smerdi) e che il vero Smerdi sarebbe stato ucciso anni prima da Cambise II, forse per rivalità. Sospettando questo scambio di persona, nel settembre di quell'anno Dario I si sollevò contro Smerdi, lo uccise e si fece incoronare re e faraone all'indomani della presa del potere. 

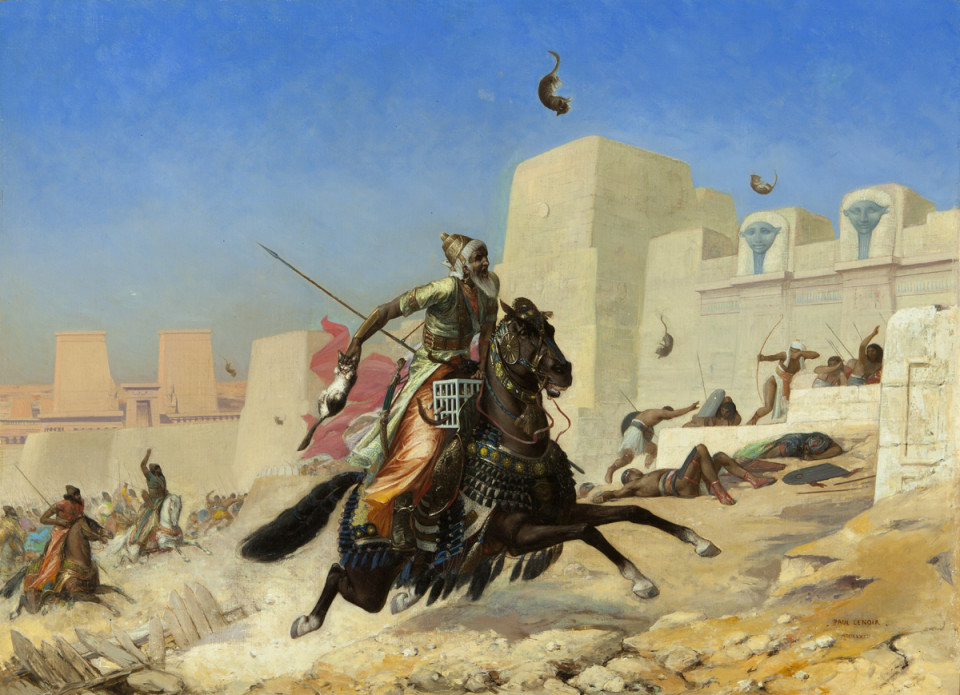
Paul-Marie Lenoir, Cambise a Pelusio, 1872, olio su tela. Stando allo storico greco Polieno, i soldati persiani si servirono di gatti, considerati sacri, contro le armate di Psammetico III.

### Dario I
Dario I passò buona parte del proprio regno reprimendo ribellioni nell'Impero. Tra la fine del 522 e l'inizio del 521 a.C. un principe di stirpe egizia si pose a capo di una sollevazione e si proclamò faraone come Petubasti III (522–520 a.C.). La causa principale di tale sollevazione non è nota, ma l'antico storico militare greco Polieno sottolineò l'insostenibile pressione fiscale imposta dal satrapo Ariande, aggiungendo che Dario in persona si mise in marcia verso l'Egitto, giungendo in concomitanza con il periodo di lutto del sacro toro Api. Dario I proclamò che avrebbe devoluto la somma di 100 talenti a colui che sarebbe riuscito a individuare il toro che sarebbe stato riconosciuto come il nuovo Api: questa prova di religiosità impressionò gli Egizi, che posero fine alla propria rivolta contro il nuovo faraone persiano, che tenne a far sapere che gli stessi dèi Atum e Neith l'avrebbero incaricato di mantenere l'ordine cosmico.

Dario I si interessò alla questione interne dell'Egitto assai più di Cambise II, che si era limitato a sottomettere il Paese. Sembra che Dario I abbia codificato le leggi egizie emanate fino alla morte di Ahmose II (526 a.C.), padre dello spodestato Psammetico III; soprattutto, terminò lo scavo di canali presso Suez che collegarono i Laghi amari al Mar Rosso permettendo così di evitare l'arduo tragitto attraverso il deserto. L'impresa permise al faraone persiano di trasferire artisti, artigiani e maestranze egizie presso le proprie corti in Persia; risultato di ciò fu una relativa depressione della qualità delle arti nell'Egitto stesso, osservabile nei reperti artistici del periodo. Ciononostante, Dario I riservò ai templi egizi un trattamento migliore di quello di Cambise II, guadagnandosi così la fama di faraone devoto e clemente. Durante una visita di Dario I all'Egitto, nel 497 a.C., Ariande fu giustiziato per tradimento (probabilmente per aver cercato di battere una moneta propria, in un chiaro tentativo di distanziare l'Egitto dal resto dell'Impero quale una propria signoria personale). Dario I morì nel 486 a.C. e gli successe il figlio Serse I. 

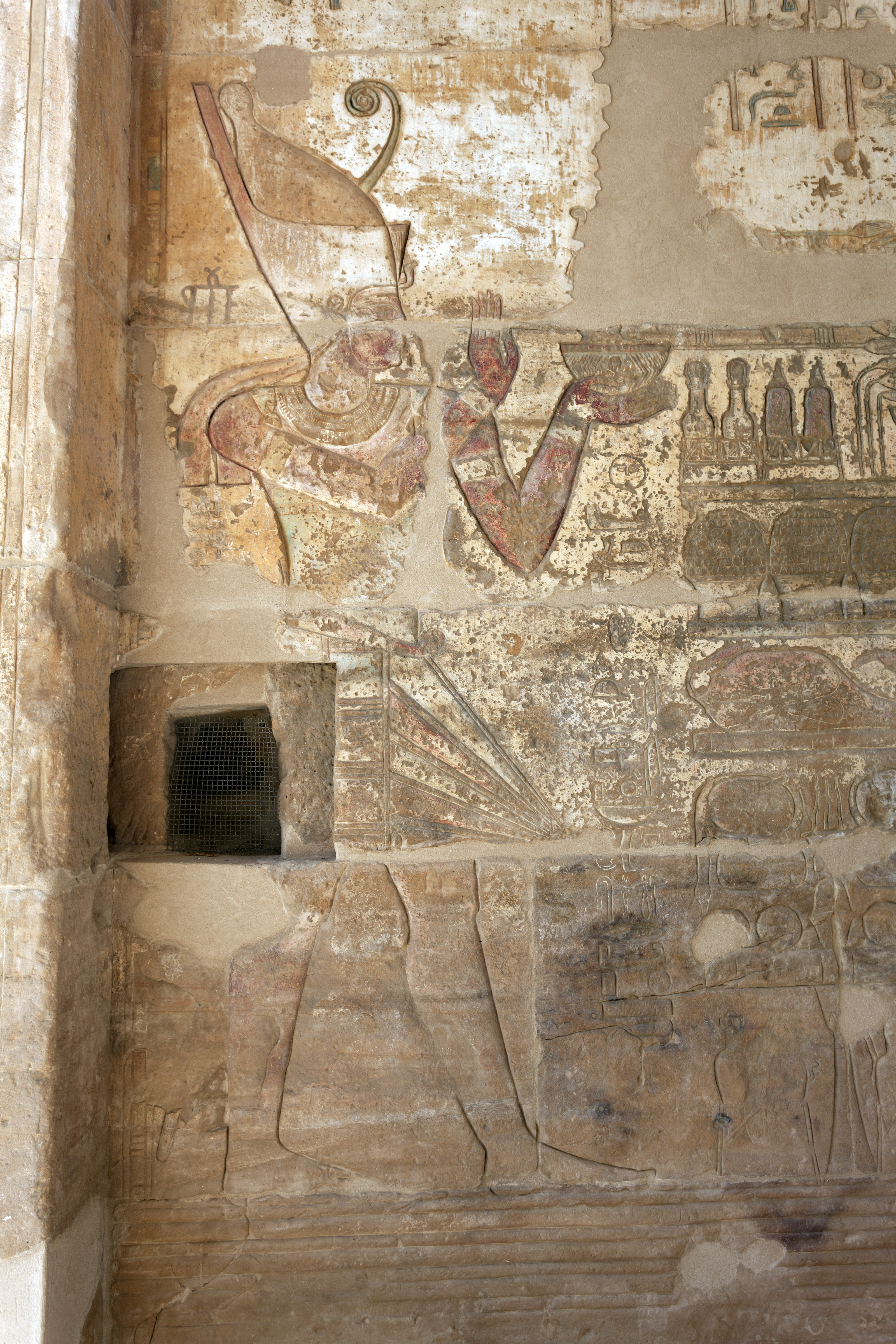
Dario I di Persia come faraone sulle pareti del Tempio di Hibis, nell'oasi di Kharga (Alto Egitto).
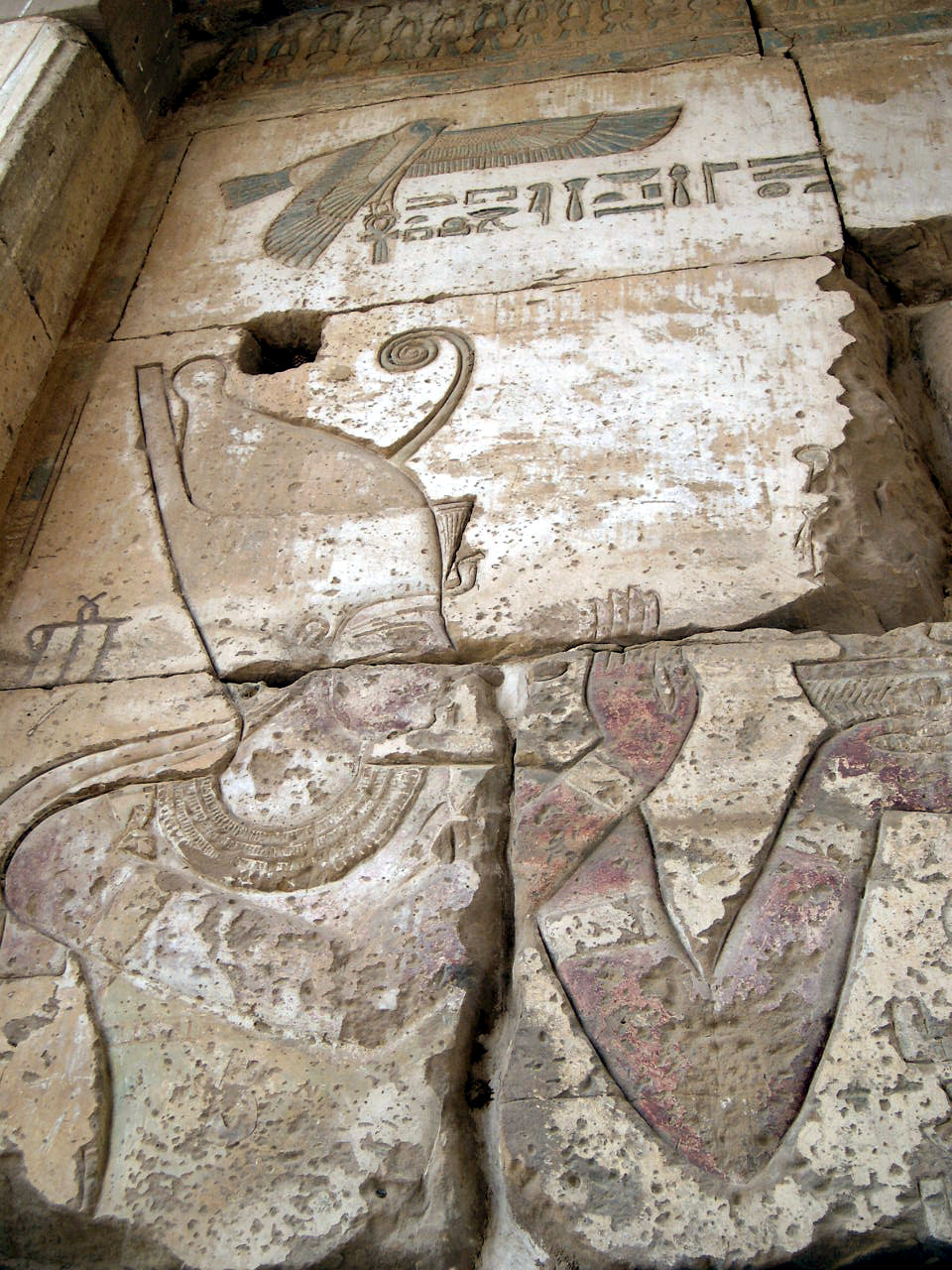
Dettaglio della precedente.
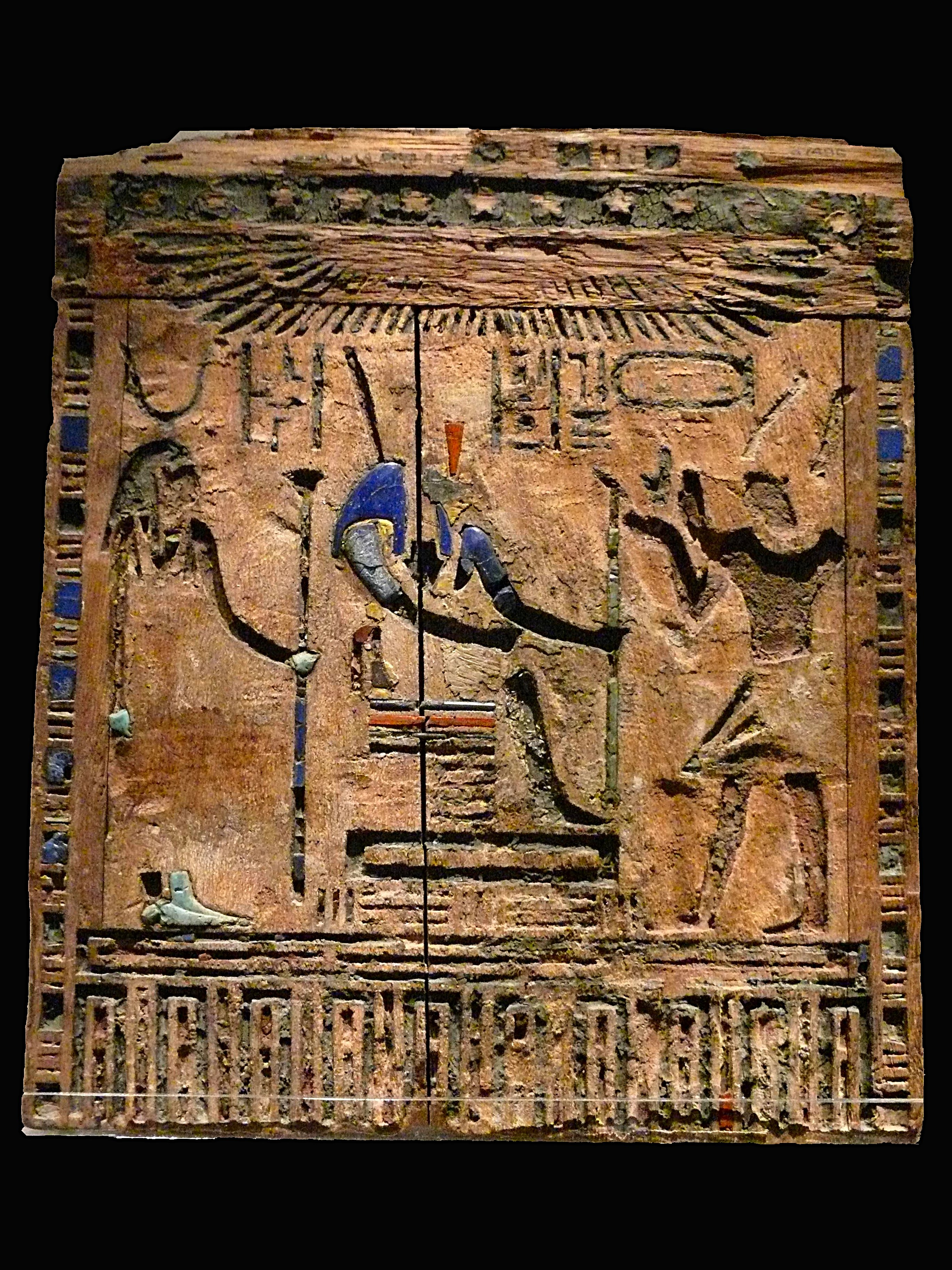
Dario I di Persia al cospetto di due divinità egizie. British Museum, Londra.
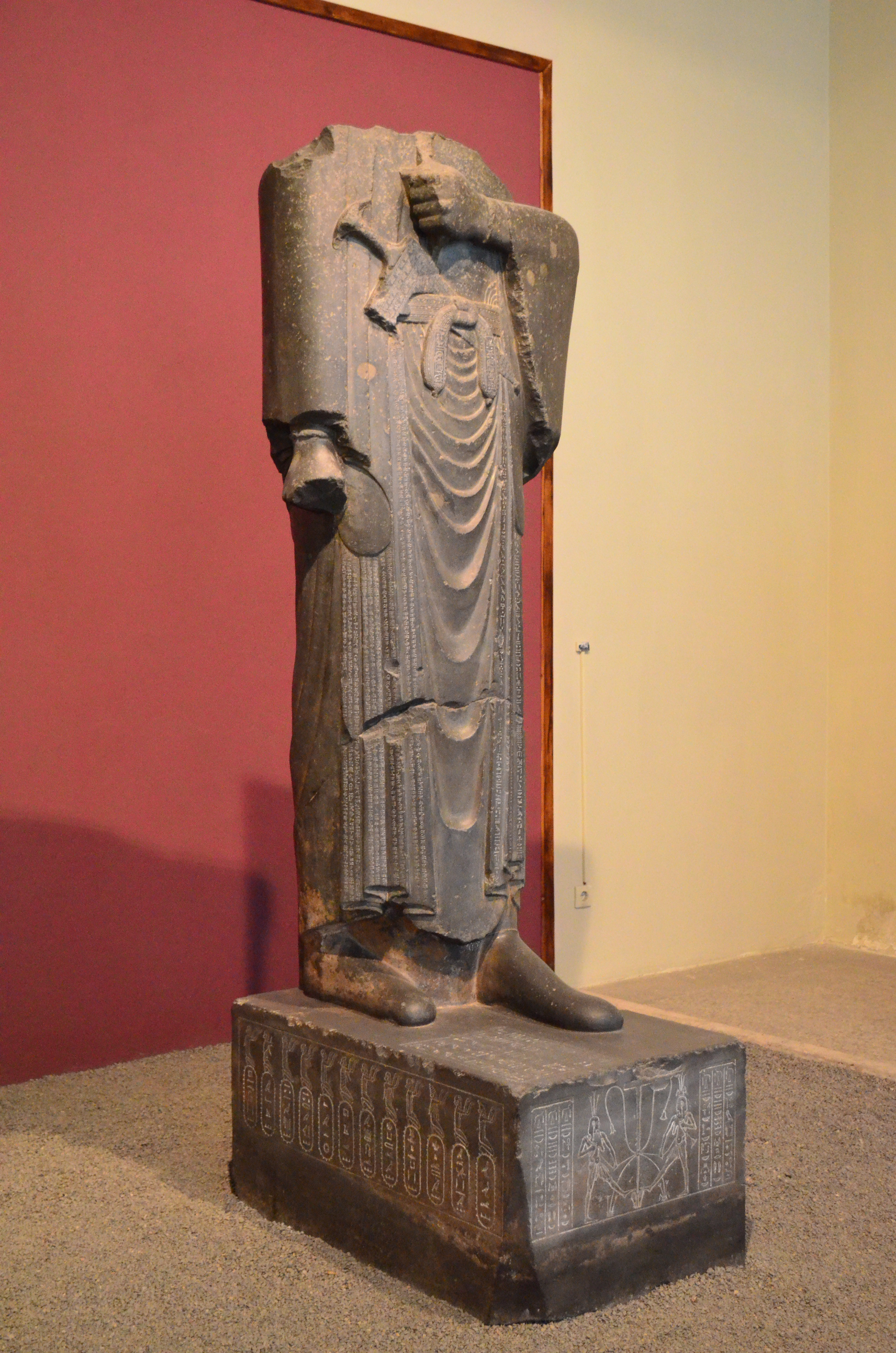
Colosso di Dario I in posa egizia e con geroglifici egizi, scoperto a Susa ma realizzata forse in Egitto. Museo Nazionale dell'Iran, Teheran.
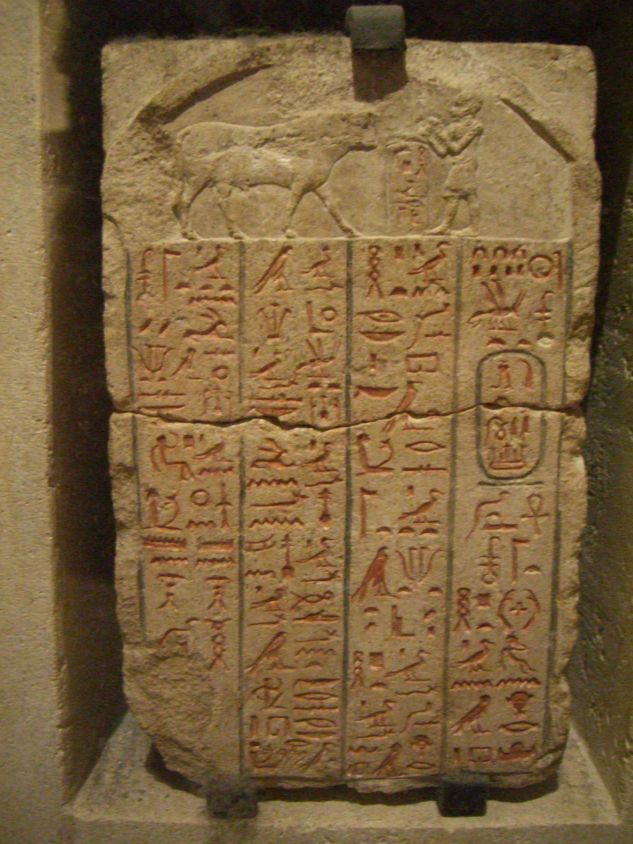
Stele dedicata al sacro toro Api, recante il cartiglio faraonico di Dario I. Museo del Louvre, Parigi.

### Serse I

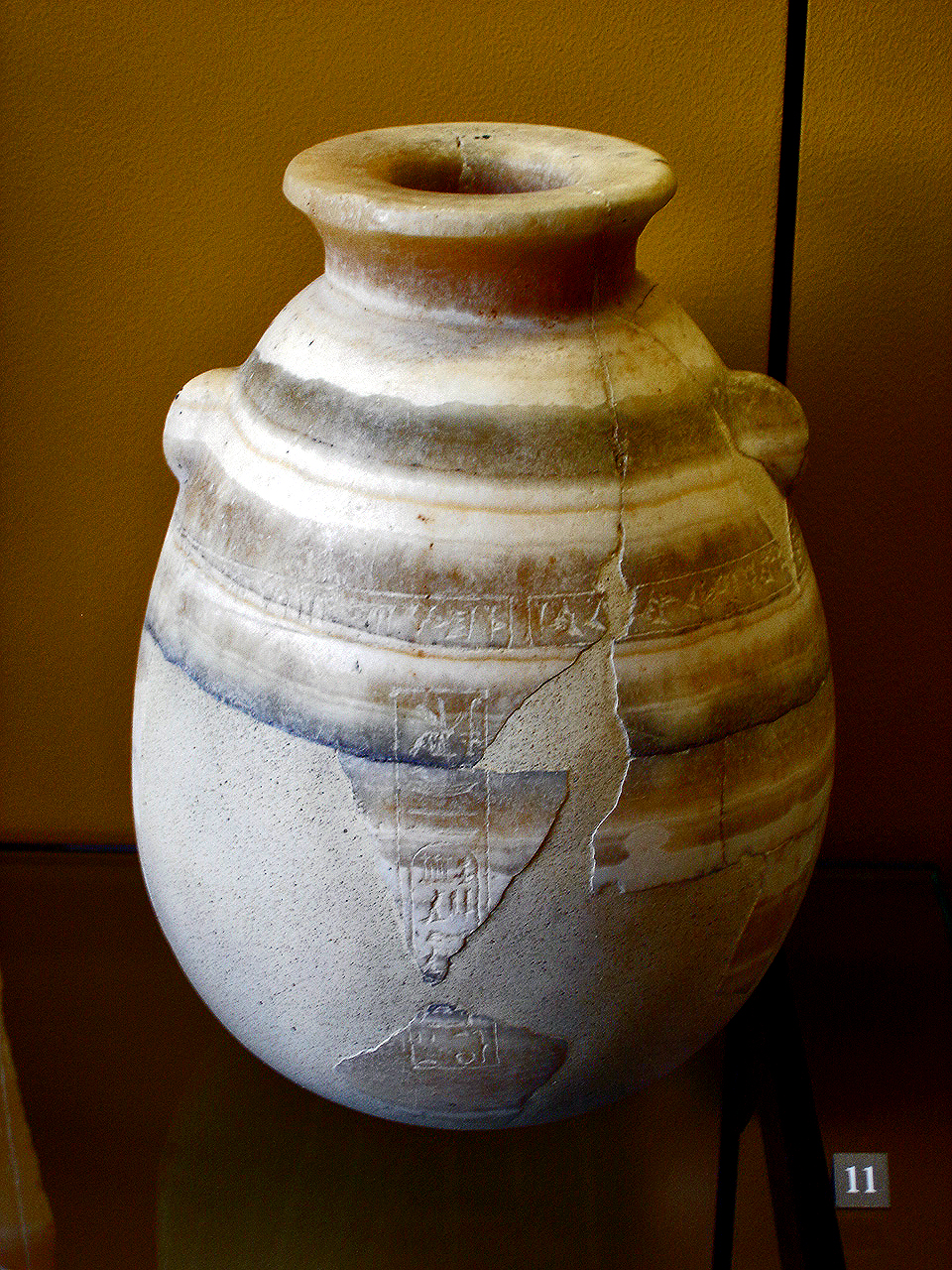
Vaso recante, in geroglifici, la titolatura faraonica di Serse I. Museo del Louvre, Parigi.

Con l'ascesa di Serse I al trono l'Egitto si ribellò nuovamente, questa volta guidato dell'enigmatica figura di Psammetico IV, sovrano ribelle quasi sconosciuto e solo recentemente identificato. Serse I represse rapidamente tale rivolta dando prova di una particolare durezza, imponendo tributi pesantissimi e installando il fratello Achemene come satrapo, il quale trattò l'Egitto senza riguardi. Non esistono documenti originali egizi su questa drammatica fase dell'occupazione achemenide; poche iscrizioni di carattere privato lasciano intendere la conclusione di ogni collaborazione tra l'amministrazione persiana e i funzionari egizi. Serse I, che d'altronde non dimostrò mai un particolare interesse per l'Egitto, pose fine ai vari privilegi di cui aveva goduto l'Egitto sotto Dario I e aumentò la pressione fiscale, probabilmente per finanziare il secondo, grandioso tentativo di invadere la Grecia (480 a.C.). Inoltre promosse il culto del dio zoroastriano Ahura Mazdā a discapito delle divinità egizie tradizionali e sospese del tutto l'erezione di monumenti in stile egizio. Serse I fu ucciso nel 465 a.C. da Artabano: ebbe così inizio una crisi dinastica destinata a concludersi rapidamente con l'incoronazione di Artaserse I. Più di un secolo dopo, in epoca tolemaica, i testi egizi tramandavano il ricordo del faraone Serse I come di un sovrano senza gloria.

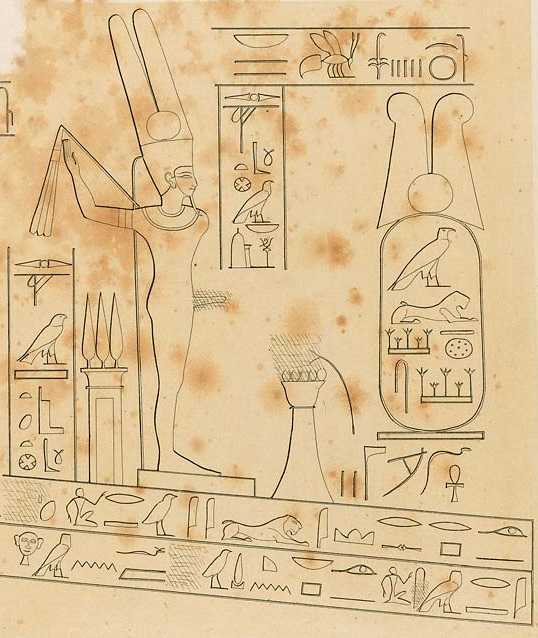
Copia di Karl Richard Lepsius di un rilievo raffigurante il cartiglio faraonico di Artaserse I al cospetto del dio itifallico Min-Amon-Ra.

### Artaserse I, Serse II, Sogdiano
Nel 460 a.C. scoppiò un'altra grave rivolta egizia, questa volta guidata dal principe libico Inaro II, sostanzialmente incoraggiata dagli Ateniesi. Inaro II sconfisse un'armata guidata da Achemene che cadde in battaglia, poi conquistò Menfi ed estese il proprio controllo su buona parte del territorio egizio. Inaro II e i suoi alleati ateniesi furono infine sconfitti, nel 454 a.C., dall'armata del persiano Megabizo; gli insorti furono costretti a ritirarsi. Megabizo promise a Inaro II l'incolumità se si fosse arreso immediatamente e sottomesso all'autorità della Persia. Inaro II accondiscese ma Megabizo lo fece giustiziare ugualmente, crocifiggendolo, anche se le ragioni di ciò sono oggetto di dispute. Artaserse I morì nel 424 a.C. Il suo successore, Artaserse II, regnò per soli quarantacinque giorni, essendo assassinato dal fratello Sogdiano, che regnò per vari mesi prima di essere a sua volta eliminato dal fratello Oco, incoronato con il nome di Dario II.

### Dario II
Dario II regnò dal 423 al 404 a.C. e verso la fine di questo periodo, forse già intorno al 411 a.C., iniziò la ribellione di Amirteo, probabile discendente della vecchia XXVI dinastia originaria di Sais; questi cacciò i Persiani da Menfi con l'aiuto di mercenari cretesi e si autoproclamò faraone l'anno successivo, ponendo fine alla XXVII dinastia. Il successore di Dario II, Artaserse II, tentò di organizzare una spedizione per riprendere il controllo della situazione in Egitto, ma dovete abbandonare il progetto a causa di alcune difficoltà politiche con il fratello Ciro il Giovane. Artaserse II fu ancora considerato il faraone legittimo in alcune zone dell'Alto Egitto almeno fino al 401 a.C., ma la sua inerzia non fece che rafforzare l'indipendenza dell'Egitto, la quale fu retta da allora dalla XXVIII, XXIX e XXX dinastia in successione. Artaserse III di Persia riuscì a sottomettere nuovamente l'Egitto nel 343 a.C. per un breve periodo (XXXI dinastia egizia).

## Aspetti culturali

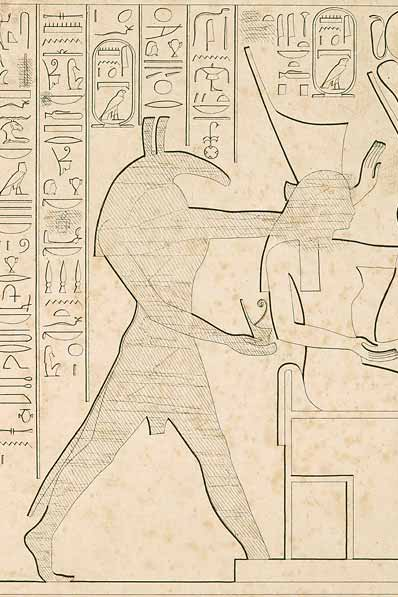
Le immagini di Seth, dio degli stranieri e quindi anche dei Persiani, furono manomesse come dimostra questa copia di Karl Richard Lepsius.

I rapporti tra gli occupanti e la classe sacerdotale privata di grandi privilegi, come si è detto, non furono buoni: i sacerdoti giunsero ad additare al popolo i Persiani come responsabili della mitica morte del dio Osiride, associandoli a Seth, dio del male e degli stranieri: una conseguenza della dominazione achemenide fu quindi la demonizzazione di Seth. Gli aspetti negativi di Seth vennero tendenzialmente evidenziati in questo periodo. 

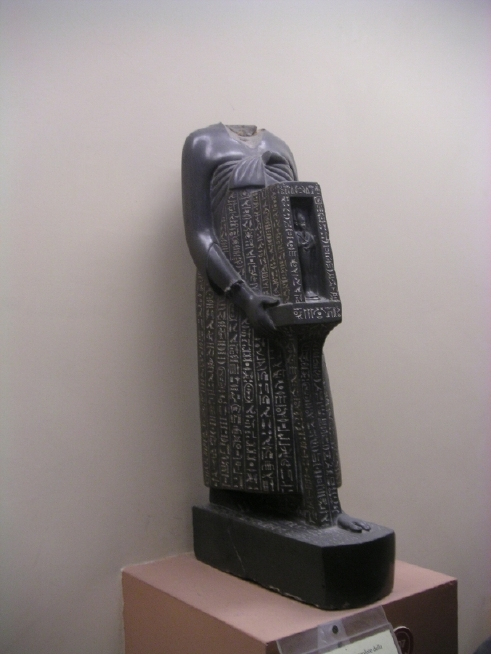
Statua in basalto di Udjahorresne, le cui iscrizioni descrivono i faraoni persiani come rispettosi delle tradizioni egizie. Museo gregoriano egizio, Città del Vaticano.

I faraoni persiani riuscirono però a instaurare relazioni discrete con parte dell'aristocrazia e con alti funzionari, benché nelle loro tombe i nomi dei sovrani compaiano come meri indicatori temporali. La comunità ebraica di Elefantina accolse con favore l'occupazione persiana, ricevendone in cambio favori. Al Museo gregoriano egizio (Musei Vaticani) si conserva la statua naofora in basalto, detta "Naoforo Vaticano", di Udjahorresne (o Udiaḥorresne), "capo del Palazzo", "sovrintendente della flotta" e medico attivo sotto Ahmose II, suo figlio Psammetico III e Cambise II: il reperto, privo della testa, è ricoperto di fitte iscrizioni geroglifiche ove il funzionario narra di aver preparato la titolatura regale per Cambise II, di averlo convinto ad adorare la dea Neith di Sais e a sgombrare vari templi che erano stati occupati da sbandati durante il drammatico passaggio di poteri.
I primi due sovrani, Cambise II e Dario I, imposero tributi tollerabili che favorirono la collaborazione: medici, artigiani e artisti egizi e menfiti trovarono lavoro presso le corti del "Gran Re". Inoltre, le esigenze di carattere pratico incoraggiarono e favorirono scambi culturali di ogni sorta: le leggi egizie furono tradotte e studiate in Persia; piante e aromi esotici approdarono in Egitto, così come l'astrologia, il dromedario per usi agricoli; la battaglia di Salamina (480 a.C.), la battaglia di Platea (479 a.C.) e quelle contro i Medi videro la partecipazione di contingenti egizi; in Siria, Palestina ed Egitto l'amministrazione si servì della lingua aramaica per il disbrigo degli affari correnti.
Le fonti disponibili su questo secolo a mezzo di presenza persiana nella valle del Nilo, perlopiù indirette, non possono essere considerate imparziali, neppure le più attendibili: quelle greche interpretano gli eventi in chiave anti-persiana (Erodoto, Diodoro Siculo, Ctesia di Cnido, Isocrate e Plinio il Vecchio), mentre le iscrizioni cuneiformi dei re di Persia e quelle geroglifiche dei funzionari egizi che collaborarono con il regime sono contraddistinte da toni trionfali; l'unica fonte egizia diretta conservatasi è la Cronaca demotica (Biblioteca nazionale di Francia), "peraltro più attenta ai casi singoli del racconto che alle prospettive storiche".

## Lista di faraoni e usurpatori
| prenomen   | nomen       | altri nomi      | periodo di regno | immagine |
| Mesutira   | Kamebet     | Cambise II      | 525–522 a.C.     |          |
|            |             | Smerdi/ Gaumata | 522 a.C.         |          |
| Stutra     | Tarusa      | Dario I         | 521–486 a.C.     |          |
|            | Khsassa     | Serse I         | 486–466 a.C.     |          |
|            |             | Artabano        | 465 a.C.         |          |
|            | Artakhsassa | Artaserse I     | 465–424 a.C.     |          |
|            |             | Serse II        | 424 a.C.         |          |
|            |             | Sogdiano        | 424–423 a.C.     |          |
| Meriamonra | Tarusa      | Dario II        | 423–404 a.C.     |          |

In questo periodo vi furono inoltre non meno di due principi egizi che si ribellarono al dominio persiano, assumendo effimeramente i titoli faraonici:
| prenomen   | nomen      | altri nomi    | periodo di regno |  |
| Seheruibra | Padibastet | Petubasti III | 522–520 a.C.     |  |
|            | Psametek   | Psammetico IV | 486–484 a.C.     |  |